# Клан Сэндилендс
Клан Сэндилендс (шотл. — Clan Sandilands) — один из кланов равнинной части Шотландии (Лоуленд) . По своему происхождению считается септом клана Дуглас.
- Девиз клана: Spero Meliora — надеюсь на лучшее (лат.)
- Вождь клана: Достопочтенный Джеймс Эндрю Дуглас Сэндилендс, 15-й лорд Торфичен.

## История клана Сэндилендс

### Происхождение клана Сэндилендс
Происхождение название клана территориальное — название клана происходит от названия земель Сэндиленд — «Песчаные Земли», которые находятся в Клансдейле. Род вождей клана имеет англосаксонское происхождение и происходит от рыцарей из Нортумберленда, которые переселились в Шотландию во времена короля Шотландии Малкольма III.

### XIV век
Во время Войны за независимость Шотландии в начале XIV века сэр Джеймс де Сэндилендс отличился в борьбе против англичан. За свои заслуги он был награжден королевской грамотой на право владения землями Сэндиленд королем Шотландии Давидом II Брюсом. Сэр Джеймс де Сэндилендс вступил в брак с Элеонорой, единственной дочерью сэра Арчибальда Дугласа, регента Шотландии. Джеймс Сэндилендс получил от мужа своей сестры — Уильяма IV, лорда Дугласа, земли Колдер в Лотиане. В 1333 году сэр Джеймс Сэндилендс погиб во время битвы при Халидон-Хилле.

### XV век
Сын сэра Джеймса Сэндилендса также носил имя Джеймс. Он был одним из заложников, которые были отправлены в Англию для выкупа из плена короля Шотландии Якова I Стюарта. Джеймс Сэндилендс был возвращен в Шотландию только за два года до смерти. Он был наследником имений клана Дуглас и должен был унаследовать после смерти вождя клана Джеймса Дугласа, 2-го графа Дуглас. Но имения вместо этого унаследовал Джордж Дуглас, граф Ангус, внебрачный сын графа Дугласа.
Джеймс Сэндилендс имел сына, которого звали Джон Сэндилендс. Он унаследовал земли и имения отца. Клан Сэндилендс оказались в оппозиции к клану Дуглас и его союзным кланам. Клан сохранил верность королю Шотландии Якову II, против которого восстал клан Дуглас. Джон Сэндилендс и его дядя были убиты Патриком Торнтоном по приказу вождя клана Дуглас. Имения клана Сэндилендс затем были унаследованы Джеймсом Сэндилендсом, который женился на Маргарет Кинлок из Круви, которая унаследовала огромные поместья. Один из их сыновей — Джеймс Сэндилендс из Круви основал отдельную линию клана. Вожди этой ветки позже стали лордами Аберкромби.

### XVI век
Сэр Джеймс Сэндилендс из Колдера (о. 1511 — ок. 1579) был одним из последователей протестантского реформатора Джона Нокса. Он был также одним из руководителей мощного религиозного и военного ордена рыцарей святого Иоанна, штаб-квартира которого была некоторое время в приорате Торфичен в Уэст-Лотиане.
Когда Орден был изгнан из Шотландии, ему удалось получить компенсацию за большую часть своих земель от короны — десять тысяч крон в золоте и ежегодную арендную плату в размере пятисот мерков. К тому наставники ордена сидели как пэры заседали в шотландском парламенте под названием «лорды Торфичена» — интересный титул, что никогда ни до и ни после того не встречался в Шотландии. Сэр Джеймс Сэндилендс (1511—1579) стал депутатом парламента и получил титул лорд Торфичен в 1564 году. Он умер не оставив наследников, и титул перешел к его племяннику Джеймсу Сэндилендсу (ок. 1574—1616), сыну его старшего брата, ставшего 2-м лордом Торфиченом.

### XVII век
Сводный брат лорда Торфичена — сэр Джеймс Сэндилендс из Сламаннана был камер-юнкером короля Шотландии Якова VI Стюарта и позже стал хранителем замка Блэкнесс. 2-й лорд Торичен имел четырех сыновей. Во время Гражданской войны Джон Сэндилендс, 4-й лорд Торфичен, был сторонником короля Англии и Шотландии Карла I Стюарта, но он решительно высказался против плана, который вошел в историю как «Ингейджер». "«Ингейджеры» пытались пойти походом в Англию в 1648 году для спасения короля, договориться на определенных условиях с английскими республиканцами и добиться того, чтобы пленный король был передан шотландской армии и парламенту Шотландии. Но этот план закончился катастрофой.

### XVIII век
Джеймс Сэндилендс, 7-й лорд Тофичен (ум. 1753), поддержал Договор об Унии между Англией и Шотландией и занял свое место в парламенте Великобритании в 1704 году. Он служил в армии Великобритании на континенте и вернулся в Шотландию, чтобы принять участие в подавлении восстания якобитов в 1715 году, во время которого он был на стороне Британского правительства и принимал участие в битве под Шериффмуре. Король Великобритании Георг I назначил его комиссаром полиции в 1722 году.
Старший сын Джеймса Сэндилендса, Джеймс, мастер Торфичен, был ранен во время восстания якобитов 1745 года. Он принимал участие в боевых действиях против якобитов в рядах британской армии. В 1749 году он умер от полученных ран. Его второй сын, Уолтер Сэндилендс (1707—1765), был юристом, унаследовал титул отца и служил шерифом Мидлотиана. Сын шерифа — Джеймс Сэндилендс (1759—1818) был полковником гвардии Колдстрим и был заседал в Палате лордов Великобритании в качестве пэра-представителя с 1790 по 1800 год. Его преемником стал его двоюродный брат — другой Джеймс Сэндилендс (1770—1862), и именно от этого Джеймса происходят нынешние лорды Торфичен, один из которых до сих пор живет в земле Колдер.

## Вождь клана
В настоящее время вождем (с 1975 года) клана Сэндилендс является Джеймс Эндрю Дуглас Сэндилендс, 15-й лорд Торфичен (род. 27 августа 1946), единственный сын и наследник Джеймса Брюса Сэндилендса, 14-го лорда Торфичен (1917—1975).